# Thelypteris schwackeana
Thelypteris schwackeana là một loài dương xỉ trong họ Thelypteridaceae. Loài này được Salino mô tả khoa học đầu tiên năm 2003.
Danh pháp khoa học của loài này chưa được làm sáng tỏ. 